# Carole Meredith
Pour les articles homonymes, voir Meredith.
Carole P. Meredith est une chercheuse américaine. Elle est surtout connue pour ses travaux sur l'ADN de la vigne. Ses collaborateurs l'ont surnommée « Dr DNA ».

## Travaux de recherche
Elle inclut la génétique de l'ADN de la vigne dans le programme du département de recherche viticole de Davis, dès les années 1970. Les travaux de son équipe l'ont conduite à mettre au point des tests ADN permettant de reconstituer l'histoire d'un cépage, voire d'en déterminer l'origine. 
Parmi ses travaux, son équipe a découvert que les parents du cabernet sauvignon N sont le cabernet franc N et le sauvignon B, et reconnu que le zinfandel était le crljenak kaštelanski croate, étant passé par l'Italie sous le nom de primitivo.
Son équipe s'est rapprochée de celle de Jean-Marie Boursiquot à l'École nationale supérieure agronomique de Montpellier. Celle de Davis gère les tests ADN, celle de Montpellier compare les trouvailles avec la banque de données du domaine de Vassal.

## Le domaine Lagier-Meredith
En 1994, Carole Meredith et son mari Steve Lagier plantent de la syrah dans leur propriété nommée domaine Lagier-Meredith, à contre-courant de leurs voisins qui cultivaient essentiellement le cabernet sauvignon. Elle en dit : « We really liked the flavor, and we thought we had a really good site for it. » (« Nous aimions vraiment son arôme et nous pensions posséder un très bon terroir pour elle. »).
En 2003, elle clôt son travail universitaire et décide à 55 ans, de rejoindre le domaine, géré par Steve Lagier.

## Sources